# Бурдей
Бордей (на румънски: bordei) или бурдей (на украински: бурдей)) е жилище, наполовина вкопано като землянка. Този стил е характерен за Карпатите и горските степи на Източна Европа.

## История

### Неолит
В Триполско-Кукутенската култура бурдеите са с елипсовидни форми. Тези къщи обикновено имат дървен под, който е около 1,5 метра под земята, като покривът е над нивото на грунта.

### Средновековие
Терминът (от немски език), използван от западните историци, за жилища от типа на бурдеи по Долния Дунав и в Карпатите през VI-VII в., е Grubenhaus, а полуземлянки се използва от руски изследователи. Руският термин се отнася за структура, частично вкопана в земята, често с по-малко от 1 м дълбочина.
Grubenhaus са издигани над правоъгълна яма с площ от 4 до 25 квадратни метра. През 6-и и 7 век вкопаните сгради източно и южно от Карпатите са около 15 кв. м. Експериментите на Археологическия музей на открито в Брезно край Лони са реконструирали условията на живот и температура във вкопаните къщи.

## Източна Европа
В страни като Румъния бурдеите са представлявали постоянно жилище и можели да приемат цяло семейство. Румънският бурдей може да има множество стаи, вкл. отопляема (с огнище, в което е монтирана печката), дневна, мазе.

## Северна Америка
Този вид подслон е създаден от много от най-ранните украински канадски заселници като първи дом в Канада в края на 19 век. Достатъчно е да се изкопае земята до дълбочина приблизително 1 м. Тогава се прави рамка от топола за покрива. Типичният бурдей е с размери не повече от 2 на 4 метра. Бурдеите са временно жилиище, докато се построи дом от тополови трупи и (сламена) мазилка.
Менонитите от Руската империя се заселват в района на Хилсбъро в Канзас и също изграждат бурдеи като временни жилиища.